# Nasir Hussain
Mohammad Nasir Hussain Khan ou Nasir Hussain (16 novembre 1926 - 13 mars 2002) est un producteur, réalisateur et scénariste indien. Sa carrière s'étend sur plusieurs décennies et il est considéré comme un créateur de tendances majeures dans l'histoire du cinéma indien. Par exemple, il a réalisé Yaadon Ki Baaraat (en) (1973), qui a créé le genre du cinéma masala bollywoodien qui a défini le cinéma hindi, dans les années 1970 et 1980, et il a écrit et produit Qayamat Se Qayamat Tak (1988), qui a établi le modèle de la romance musicale bollywoodienne qui a défini le cinéma hindi, dans les années 1990,. Akshay Manwani a écrit un livre sur le cinéma de Hussain, intitulé Music, Masti, Modernity : The Cinema of Nasir Husain.

## Filmographie
- 1971 : Caravan
- 1984 : Manzil Manzil

### Note
- (en) Cet article est partiellement ou en totalité issu de l’article de Wikipédia en anglais intitulé « Nasir Hussain » (voir la liste des auteurs).